# Roodt
Pour les articles homonymes, voir Roodt.
Roodt (luxembourgeois : Rued) est une section de la commune luxembourgeoise d'Ell située dans le canton de Redange.